# Neoscutellidium yeatmani
Neoscutellidium yeatmani är en kräftdjursart som beskrevs av Zwerner 1967. Neoscutellidium yeatmani ingår i släktet Neoscutellidium och familjen Tisbidae. Inga underarter finns listade i Catalogue of Life.